# مانابو أميزوا
مانابو أميزوا (باليابانية: 梅澤 学) (29 أغسطس 1972 في طوكيو في اليابان – )؛ هو لاعب كرة قدم سابق كان يلعب كلاعب وسط.

## وصلات خارجية
- مانابو أميزوا على موقع رابطة كرة القدم اليابانية للمحترفين (اليابانية)